# Sherin Khankan
Sherin Khankan, Ann Christine Khankan (13 de octubre de 1974) es una autora danesa, socióloga de la religión y conferenciante pública. Además de una de las dos primeras mujeres imán de Dinamarca junto con Saliha Marie Fetteh dirigiendo la fundación de una mezquita dirigida por mujeres en Copenhague. También es activista en temas musulmanes, incluida la integración femenina y el extremismo, y ha escrito numerosos textos sobre el Islam y la política.

## Biografía
Khankan nació en Dinamarca, de padre sirio y madre finlandesa. Su padre era un refugiado político y feminista. Estudió en Damasco y regresó a Dinamarca en 2000. Tiene un máster en Sociología de Religión y Filosofía de la Universidad de Copenhague. Se ve a sí misma naciendo entre dos mundos y considera su objetivo reconciliar los opuestos.

## Trayectoria profesional
En 2001 junto con el profesor asociado Henrik Plaschker fundaron la asociación Forum for Critical Muslims y desde entonces ha sido la presidenta y portavoz de la asociación. El trasfondo de la asociación fueron las discusiones entre el público danés sobre cómo unir el Islam con la modernidad y el estilo de vida democrático, el debate sobre el Euro-Islam y una discusión interna entre los musulmanes daneses y europeos sobre quién tiene derecho a interpretar el Islam. La asociación quiere promover el debate entre musulmanes críticos e independientes, que a menudo se sienten presionados tanto por los críticos daneses como por los islamistas conservadores.
Además en 2002 se presentó al parlamento como candidata del Partido Social Liberal Danés.
En 2007, publicó un libro titulado Islam and Reconciliation - A Public Matter.
En 2014, Khankan inició de Exit Circle: formas de salir de la violencia psicológica, de la que es presidenta y directora. El Círculo de Salida organiza grupos de discusión para personas que han sido objeto de violencia psicológica, control social y control social religioso. Hoy, tiene 7 grupos de discusión en Copenhague, Odense, Aarhus, Aalbog y Esbjerg. En 2016 Khankan fundó y dirigió la fundación de la Mezquita Mariam en Copenhague. La mezquita se diferencia de otras mezquitas danesas porque está dirigida por mujeres. Normalmente, las mujeres observaban las ceremonias religiosas desde un balcón. Mezquitas dirigidas por mujeres similares existen en los EE. UU., Canadá y Alemania, pero en Dinamarca esto era novedoso. Khankan señala que las instituciones cristianas, judías y musulmanas se han vuelto patriarcales, y considera que las mezquitas dirigidas por mujeres son un desafío a esta tradición. Ha tenido una oposición moderada pero, en general, dice que la recepción ha sido de apoyo. La mezquita abrió en febrero de 2016 y celebró su primer servicio formal en agosto. Khankan hizo la llamada a la oración adhan y 60 mujeres se reunieron arriba de una tienda de comida rápida. Su compañera Saliha Marie Fetteh, tomó el servicio donde hablando sobre el tema de las mujeres y el Islam. La nueva mezquita ha llevado a cabo varias bodas casando a parejas de diferentes religiones, lo que algunas mezquitas no permiten.

## Premios y reconocimientos
- En 2016 fue nombrada una de las 100 mujeres de la BBC .[8]
- En 2018 Fue invitada a Münster (Alemania) y Lausana (Suiza) para realizar 2 Tedx Talks y el 26 de marzo a una reunión personal con el presidente francés Emmanuel Macron en el Palacio del Elíseo en París.[9]
- En 2019, se estrenó el documental The Reformer protagonizado por Sherin Khankan, que abrió la 16.ª edición del festival internacional de cine documental CPH: DOX.[10]